# Ruuskansalo och Vikinsaari
Ruuskansalo och Vikinsaari med Tervasaari i nordväst, är en ö i Finland. Den ligger i sjön Juurusvesi och Akonvesi och i kommunen Siilinjärvi i den ekonomiska regionen  Kuopio ekonomiska region  och landskapet Norra Savolax, i den centrala delen av landet, 400 km norr om huvudstaden Helsingfors. Öns area är 5,65 kvadratkilometer och dess största längd är 4,8 kilometer i nord-sydlig riktning.